# Vrbovljani
Vrbovljani is een plaats in de gemeente Okučani in de Kroatische provincie Brod-Posavina. De plaats telt 302 inwoners (2001).